# Eurenco
Eurenco (European Energetics Corporation) är ett internationellt företag som utvecklar och tillverkar krut och sprängämnen för både civil och militär marknad. Företaget har sitt säte i Frankrike med tillverkningsverksamhet i Sorgues och Bergerac i Belgien (PB Clermont i Engis) och Sverige (Karlskoga). 
Eurencos verksamhet i Sverige  ligger i Karlskoga. Företaget ingick tidigare i Nexplo under namnet Nexplo Bofors och kommer ursprungligen från Bofors Nobelkrut.